# Emile M’Bouh
Emile Belmont M’Bouh M’Bouh (ur. 30 maja 1966 w Duali), wzrost: 166 cm, waga: 69 kg, piłkarz, grał na pozycji pomocnika.

## Życiorys
Swoją karierę zaczynał w Unionie Duala. W latach 1986–1988 grał w klubie Diamant Jaunde, później był zawodnikiem Le Havre AC, a w sezonie 1989/1990 przeszedł do szwajcarskiego CS Chênois. Później wyjechał do Portugalii, by występować w Vitória SC. Strzelił tam 1 gola i zaliczył 1 asystę w 14 meczach. W sezonie 1991/1992 był zawodnikiem drugoligowego Benfica e Castelo Branco, gdzie zaliczył 20 występów (1 gol, 1 asysta). W sezonie 1992/1993 grał w saudyjskim Ettifaq FC. Podczas MŚ 1994 był zawodnikiem Qatar SC. Grał tam przez jeden sezon, po którym zdecydował się na transfer do Malezji, do Perlis FA. Grał tam dwa sezony. Następnie był piłkarzem takich klubów jak Tiong Bahru United z Singapuru oraz malezyjskie Kuala Lumpur FA i Sabah FA i chiński Liaoning Tianrun.
Ma za sobą udział w Mistrzostwach Świata 1990, oraz 1994. Na Mundialu we Włoszech zaliczył cztery mecze, z Argentyną (żółta kartka w 54 minucie), z Rumunią, z Rosją, oraz z Kolumbią (żółta kartka w 68 minucie). Natomiast w 1994 roku zagrał w dwóch meczach, ze Szwedami (żółta kartka już w 5 minucie spotkania), oraz z Brazylijczykami. Łącznie na Mistrzostwach rozegrał 6 meczów i 3 razy był karany żółtymi kartkami.
Obecnie M’Bouh prowadzi akademię piłkarską o nazwie Emile Mbouh Soccer Academy.